# Beghemeder

Il Beghemeder nell'Impero Etiope

Il Beghemeder (in amarico: በጌምድር) è una regione storica dell'Etiopia, oggi compresa nella regione degli Amara. Il suo capoluogo storico è la città di Gondar.

## Storia

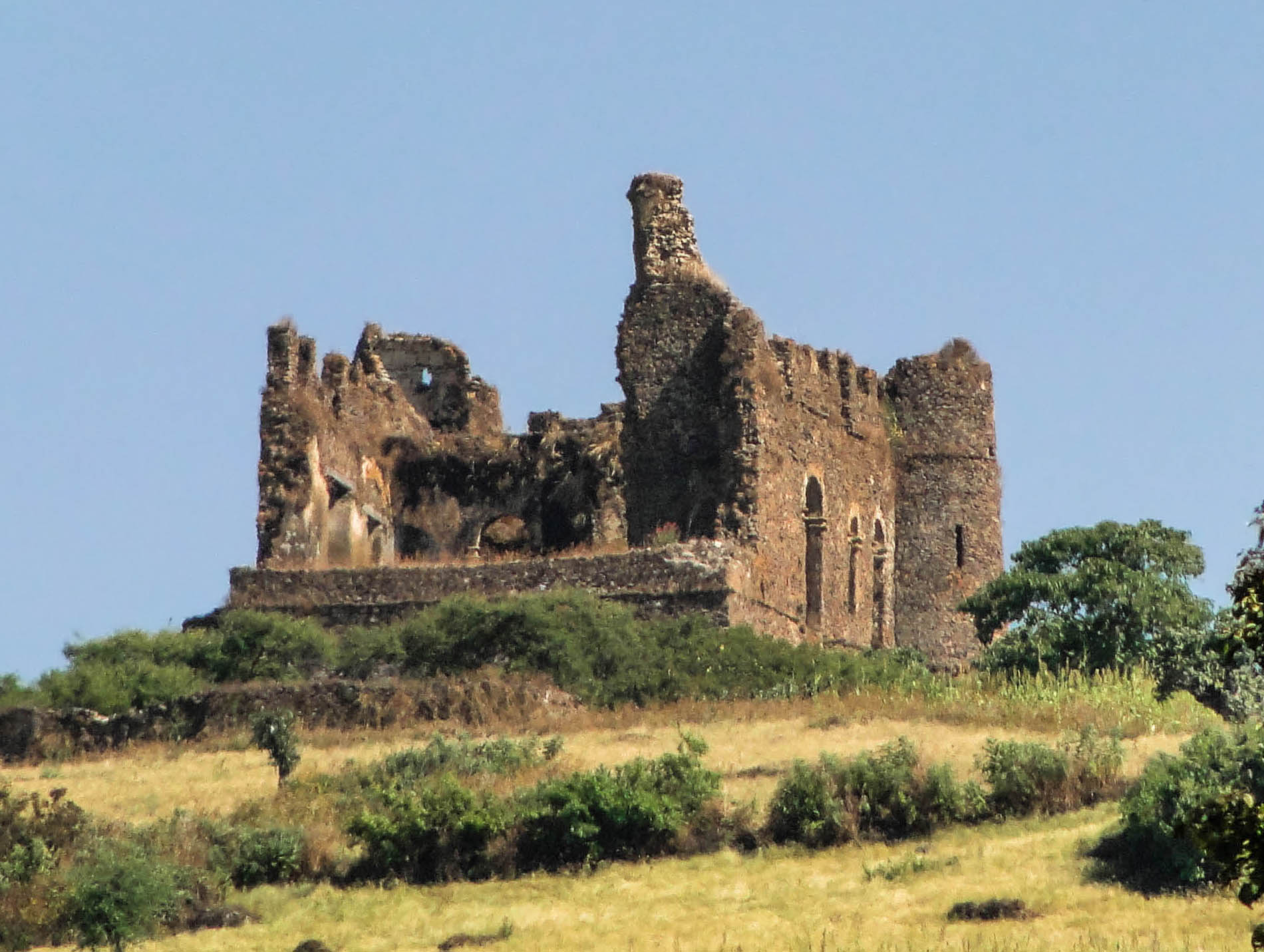
Castello di Guzara, costruito dall'imperatore Minas nel 1560

La prima menzione documentata di Beghemeder si trova sul mappamondo di Fra Mauro (1460 circa), dove è descritto come un regno indipendente. L'imperatore Lebna Denghèl, nella sua lettera al re del Portogallo (1526), descrisse il Beghemeder come una suddivisione del suo impero. Il sud del Beghemeder fu governato per un breve periodo da Abubaker Qecchin, del sultanato di Adal nel XVI secolo.  Il castello reale di Guzara fu costruito dall'imperatore Minas nel 1560 a Enfraz,  (60 km a est di Gondar) come sito di residenza reale e accampamento un secolo prima che l'imperatore Fāsiladas fondasse e costruisse i castelli di Gondar. Durante la fine del XVIII secolo, la sua capitale era Filakit Gereger, dove Ras Ali morì nel 1788.
I confini della regione furono rimodellati nel 1943 da Hailè Selassiè. Nel 1984, il Beghemeder aveva una popolazione stimata di 3 milioni di persone. Con l'adozione della nuova costituzione nel 1995, la regione fu divisa tra due nuove regioni etniche. Il Beghemeder settentrionale divenne parte della regione del Tigrè, mentre il resto divenne parte della regione dell'Amara.